# جون تالبوت روبنسون
جون تالبوت روبنسون (بالإنجليزية: John T. Robinson)‏ هو إحاثي جنوب أفريقي، ولد في 10 يناير 1923 في Elliot, South Africa ‏ في جنوب أفريقيا، وتوفي في 12 أكتوبر 2001 في ماديسون في الولايات المتحدة.